# Albert Serra i Juanola

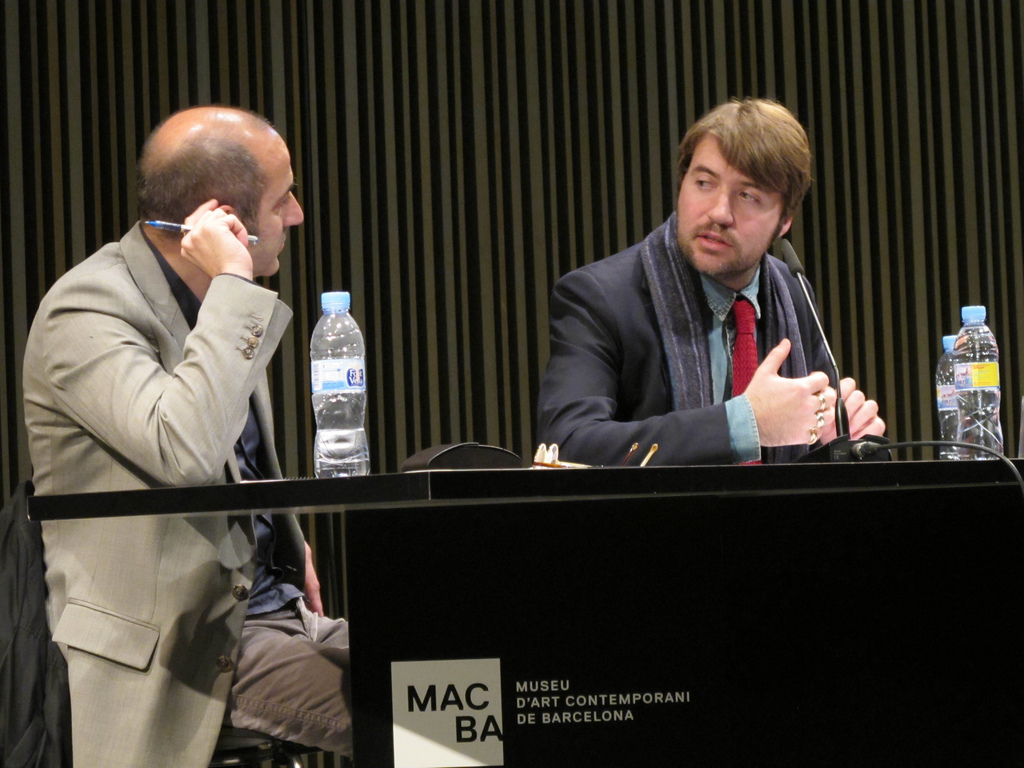
Albert Serra en una conferència al MACBA

Albert Serra i Juanola   (Banyoles, 9 d'octubre de 1975) és un guionista, director i productor de cinema català.

## Biografia
Albert Serra es traslladà a Barcelona on es va llicenciar en Filologia Hispànica i Teoria de la Literatura i va cursar un any d'història de l'art per la Universitat de Barcelona.
La seva primera pel·lícula va ser Crespià, the film not the village, realitzada el 2003, i que no va arribar a estrenar-se comercialment. El llargmetratge que va iniciar la seva filmografia va ser Honor de cavalleria, estrenat el 2006. Aquesta segona pel·lícula, que es va presentar en la Quinzena de Realitzadors del Festival Internacional de Cinema de Cannes de 2006, va ser seleccionada com una de les deu millors pel·lícules de l'any 2007 per la revista Cahiers du Cinéma. El 2008 va dirigir El cant dels ocells, pel·lícula que mostra una nova perspectiva del mite dels Reis Mags. Anys després, el 2011, va dirigir la minisèrie de televisió El senyor ha fet en mi meravelles, on s'allunyà del tipus de pel·lícules que estava duent a terme fins aquell moment amb l'objectiu de trobar noves formes de crear. El 2012 va dirigir la coproducció hispanofrancesa Història de la meva mort, pel·lícula que se centra en la desmitificació de la figura de Casanova barrejat amb el mite de Drácula. Gràcies a aquesta pel·lícula es va fer amb el Lleopard d'or al Festival Internacional de Cinema de Locarno. Aquell mateix any també va dirigir la instal·lació visual Els tres porquets, pel·lícula de 101 hores que barreja les figures d'Adolf Hitler, Johann Wolfgang von Goethe i Reiner Werner Fassbinder.
El 2016 va dirigir La mort de Lluís XIV. Aquesta obra estava pensada originalment per a ser una instal·lació de museu, però va acabar sent una obra cinematogràfica; seria protagonitzat per Jean Pierre Léaud i permetria que Serra esdevingués el primer director espanyol en guanyar el premi Jean Vigo. La idea de fer una obra de museu sobre la figura del Lluís XIV seguiria al cap de Serra, i el 2018 dirigiria la pel·lícula Roi Soleil, pel·lícula on es representa la mort de Lluís XIV, però ambientada en un museu i protagonitzada per Lluís Serrat, amic i actor habitual del director.
El 2019 va presentar Liberté a Cannes i va aconseguir el premi del jurat. Es tracta d'una pel·lícula ambientada a la França del segle XVIII que tracta, en un sentit molt atmosfèric, el tema del llibertinatge. Finalment, el 2022 va estrenar Pacifiction, pel·lícula en la qual Serra construeix una crítica irònica de la crisi nuclear que vivim avui dia. Ha estat triada com a millor pel·lícula de l'any per la revista Cahiers du Cinéma.

## Estil cinematogràfic
Les seves influències es remunten a principis del segle XXI, amb l'aparició de directors com Apichatpong Weerasethakul, Hong Sang-soo, Pedro Costa o Cristi Puiu, que va ser importantíssima per a que Serra s'atrevís a començar la seva obra. Aquests nous directors es van caracteritzar per utilitzar en els seus projectes les prestacions que les càmeres digitals modernes oferien per a formalitzar una nova manera de crear imatges. Aquesta nova escola significaria un canvi radical a la indústria del cinema d'autor internacional.

## Obres
Curtmetratges
- St. Pere de Rodes (2006)
- Bauçà (2006)
- Rússia (2007)
- L'Alto Arrigo (2008)
- Fiasco (2008)
- Lectura d'un poema (2010)
- Cuba Libre (2013)

Llargmetratges
- Crespià, the film not the village (2003)
- Honor de cavalleria (2006)[17]
- El cant dels ocells (2008)[18]
- El senyor ha fet en mi meravelles (2011)
- Els tres porquets (2013)
- Història de la meva mort (2013)
- La mort de Lluís XIV (2016)
- Roi Soleil (2018)
- Liberté (2019)
- I'm an artist (2019)
- Pacifiction (2022)

Documentals
- Tardes de soledad (2024)[19]

Sèries
- Els noms de Crist (2010)[20]

Teatre
- Pulgasari (2010)
- Més enllà dels Alps (2011)

## Exposicions i retrospectives

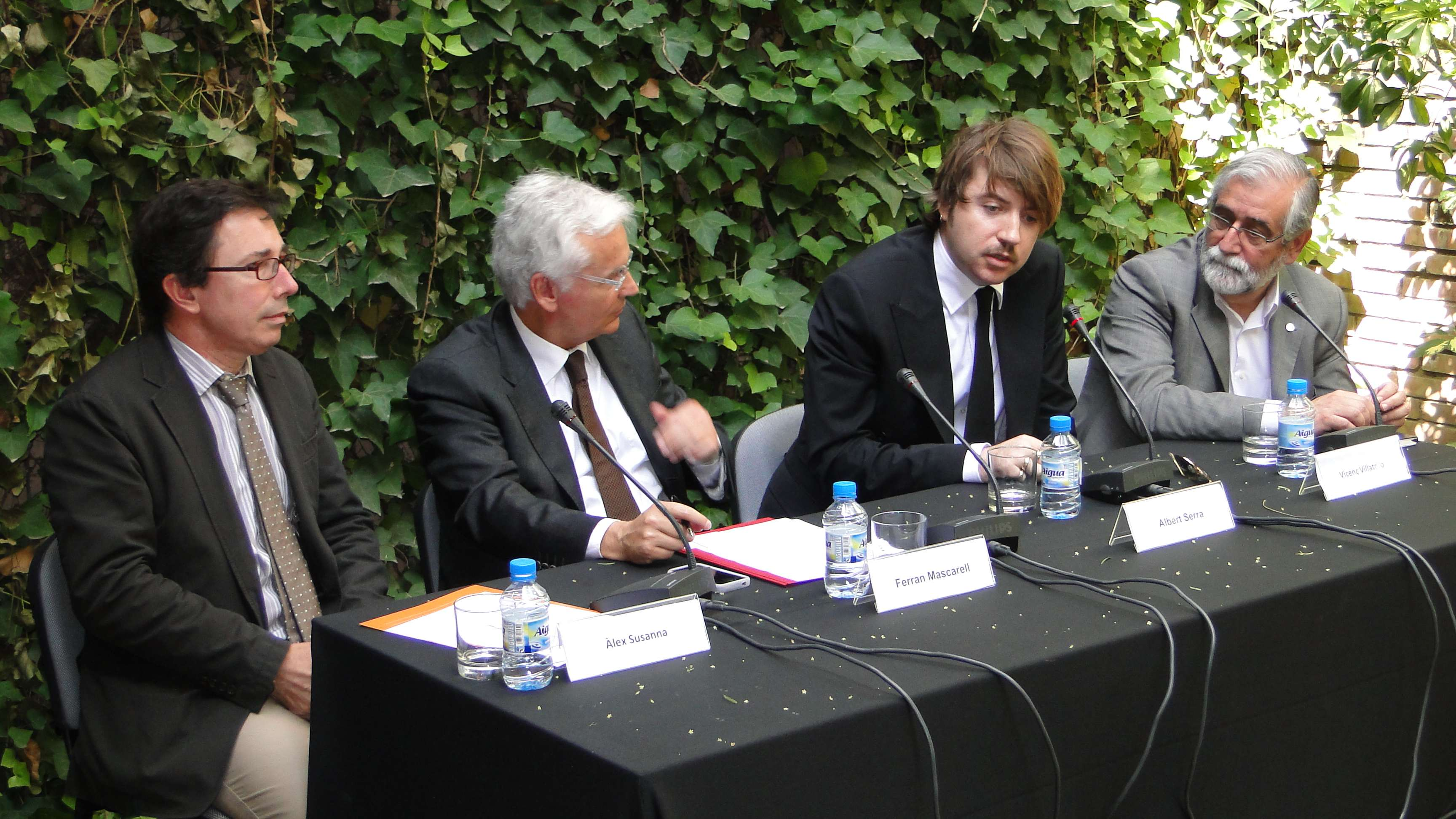
Albert Serra durant la presentació a la seu de l'Institut Ramon Llull

El 2010 l'Arts Santa Mònica li va dedicar l'exposició Albert Serra. El cinema en llibertat. També ha col·laborat amb el MACBA, on va realitzar la sèrie Els noms de crist.
El 2012 va participar en la documenta 13, a Kassel. Del 17 d'abril al 12 de maig de 2013 el Centre Georges Pompidou (París) li dedicà una àmplia retrospectiva on va presentar en primícia Els tres porquets.
El 2015 presentà La Singularitat a la 56a Biennal de Venècia.

## Premis i reconeixements
- 2006: V Premi Barcelona de Cinema a la millor direcció novell, per Honor de cavalleria; i a la millor pel·lícula en v.o. catalana, per la mateixa obra.
- 2013: Lleopard d'Or per a Història de la meva mort al Festival Internacional de Cinema de Locarno.
- 2014: Puma de Plata al millor director per a Història de la meva mort de la secció internacional del Festival Internacional de Cinema UNAM
- 2019: Premi Especial del Jurat de la secció Un Certain Regard (Festival de Canes), per "Liberté".[24][25]

### Premis Gaudí
| Any  | Categoria                                | Pel·lícula           | Resultat  |
| ---- | ---------------------------------------- | -------------------- | --------- |
| 2009 | Millor pel·lícula                        | El cant dels ocells  | Guanyador |
| 2009 | Millor direcció                          | El cant dels ocells  | Guanyador |
| 2017 | Millor pel·lícula en llengua no catalana | La mort de Lluís XIV | Nominat   |
| 2017 | Millor direcció                          | La mort de Lluís XIV | Nominat   |
| 2017 | Millor muntatge                          | La mort de Lluís XIV | Nominat   |
| 2020 | Millor pel·lícula en llengua no catalana | Liberté              | Nominat   |
| 2023 | Millor pel·lícula en llengua no catalana | Pacifiction          | Guanyador |
| 2023 | Millor muntatge                          | Pacifiction          | Nominat   |
| 2023 | Millor direcció                          | Pacifiction          | Nominat   |
| 2023 | Millor guió                              | Pacifiction          | Nominat   |

## Cultura popular
El 2012 el periodista Albert Forns va guanyar el Premi Documenta de narrativa amb una novel·la titulada Albert Serra (la novel·la no el cineasta).